# Blackstairs Mountain
Blackstairs Mountain är ett berg i republiken Irland.   Det ligger i grevskapet Loch Garman och provinsen Leinster, i den sydöstra delen av landet. Toppen på Blackstairs Mountain är 735 meter över havet.
Terrängen runt Blackstairs Mountain är kuperad västerut, men österut är den platt. Trakten runt Blackstairs Mountain består i huvudsak av hed.